# 차스웨 은소프와
차스웨 은소프와(Chaswe Nsofwa, 1978년 10월 22일 ~ 2007년 8월 29일)는 잠비아의 전 축구 공격수였다.
1999년 잠비아의 자나코 FC에서 데뷔했으며, 이후 러시아 프리미어리그의 FC 크릴리야 소베토프 사마라, 말레이시아의 멜라카 TMFC, 이스라엘 리갓 하알의 하포엘 이로니 키르야트시모나 FC 등을 거쳐 2007년 하포엘 베르셰바 FC로 이적하였다.
또한 2000년 잠비아 축구 국가대표팀에 정식으로 데뷔한 뒤, 총 33경기에 출전해 9골을 넣는 등 좋은 모습을 보여주면서 2002년 아프리카 네이션스컵에서 국가대표 공격수로서 출전하였다. 또한 1999년 FIFA 세계 청소년 축구 선수권 대회에 참가하기도 했다.
2007년 8월 29일 마카비 베르셰바 FC와의 연습경기 도중 갑작스러운 심장마비로 의식을 잃었으며, 베르셰바의 한 병원에 도착하였을 때는 이미 사망한 상태였다.
그 해 9월 6일 루사카에서 장례식이 거행되었으며, 프레더릭 칠루바 전 대통령 및 2002년 아프리카 네이션스컵 당치 참가했던 국가대표팀 동료들이 참석했다.
사망 이후, 하포엘 베르셰바 FC는 그가 사용했던 번호인 6번을 영구 결번 처리하였다.